# Kinder des Zorns 2 – Tödliche Ernte
Kinder des Zorns 2 – Tödliche Ernte (Originaltitel: Children of the Corn II: The Final Sacrifice) ist ein US-amerikanischer Horrorfilm aus dem Jahr 1993 und die erste von sieben Fortsetzungen zu Kinder des Zorns die auf der Kurzgeschichte Kinder des Mais (Children of the Corn) von Stephen King basieren.
Die Anhänger des mächtigen Maisgottes setzen ihr blutiges Handwerk fort und Gatlins Nachbarort wird zur neuen Brutstätte des Grauens.

## Handlung
Nachdem die Kinder des Zorns alle Erwachsenen ihres Dorfes ermordet haben, entdecken die Bewohner des Nachbarortes Hemmingford deren grausam entstellte Leichen. Die Öffentlichkeit wird auf die Tragödie aufmerksam, die sich hier abgespielt hat und der Journalist John Garrett kommt mit seinem 17-jährigen Sohn nach Gatlin, um mehr über die Ereignisse zu erfahren. Danny lebt seit der Trennung bei seiner Mutter und hat kein sonderlich gutes Verhältnis zu seinem Vater. John hofft, dass diese Reise sie wieder etwas näher bringt. Ihnen begegnen unterwegs zwei Reporter eines Fernsehsenders, die bereits erste Aufnahmen im Ort gemacht haben und nun noch auf der Suche nach einer besonderen Story sind. Als sie an einem Maisfeld entlang fahren, geraten sie hier in einen seltsamen Sturm. Einer der beiden steigt aus dem Wagen und wird von einer unbekannten Kraft in das Maisfeld gezogen. Auch der Zweite wird kurz darauf durch den Sturm getötet.
John Garrett interviewt eines der verwaisten Gatlin-Kinder, das wie die anderen, vom Nachbarort Hemmingford aufgenommen und in Familien untergebracht wurde. Der Junge spricht von dem Maisfeld und dass hierfür das Blut seiner und der anderen Eltern gebraucht worden wäre. John notiert sich dies, fragt sich aber auch, was das zu bedeuten hat. Als er sich in einem der verlassenen Häuser von Gatlin umsieht, um Antworten zu finden, begegnet ihm dort der Indianer Frank Redbear. Dieser spricht von einem Gleichgewicht, das aus dem Lot gekommen sei. Die Erde müsse eins sein mit Himmel, Erde und Wasser, doch der „Weiße Mann“ habe das nie begriffen und wolle immer nur alles nehmen. Wenn aber nichts mehr zu nehmen da sei, sei das Gleichgewicht gestört und alle gingen zugrunde. Doch John weiß auch damit noch immer nicht, was das zu bedeuten hat.
Als Micah, eines der Gatlin-Kinder, von einem Dämon besessen wird, den Er, der hinter den Reihen geht, gesandt hat, beginnen die Kinder, die Einwohner von Hemmingford zu töten. Regelmäßig versammeln sie sich und lassen sich von Micah leiten und beeinflussen. Micah versucht auch Johns Sohn Danny auf ihre Seite zu ziehen und da auch Danny Probleme mit seinem Vater hat, sagt er zu ohne zu ahnen, auf was er sich da einlässt.
Auf der Suche nach der Ursache für die mysteriösen Vorgänge wird John Garrett von Indianer Frank Redbear begleitet. In einer Scheune finden sie alte Maiskolben aus dem Vorjahr, die offensichtlich von Mutterkorn infiziert sind. Dieser Pilz kann bei so großer Menge die Menschen vergiften, nur dadurch, dass sie die Sporen einatmen. Besonders Kinder wären nach Franks Wissen dafür am anfälligsten. Als sie dem Sheriff davon berichten wollen, stellen sie fest, dass auch dieser bereits von Wahnvorstellungen betroffen ist und sie umbringen will. Es gelingt ihnen jedoch zu entkommen, dabei entdecken sie die beiden toten Fernsehreporter im Maisfeld und John will nicht glauben, dass dies nur von giftigen Pilzsporen kommen soll. Frank ist der Meinung, dass der Gott der Rache hier seine Opfer fordern würde, für das, was der Erde von den Menschen angetan worden sei.
Der Sheriff mobilisiert inzwischen in einer Bürgerversammlung die Leute des Ortes für die Maisernte. Ehe sie es bemerken, haben die Kinder die Tür verriegelt und zünden das Gebäude an. So, denken sie, alle Erwachsenen des Ortes ausgelöscht zu haben und damit sie nun alle „ein Blut“ werden können, soll Danny seine Freundin Lacey opfern, mit der er sich hier im Ort gerade angefreundet hatte. Während Danny zögert, wird das Ritual von John und Frank gestört. In der Folge werden Frank und auch Micah getötet, den der Dämon in seinem Todeskampf wieder verlässt und im Maisfeld entschwindet. Danny, Lacey und John entkommen und verlassen den Ort.

## Hintergrund
Der Film wurde in Liberty, North Carolina, gedreht. Seine Produktionskosten betrugen schätzungsweise 900.000 US-Dollar. Der Film spielte in den Kinos der USA ca. 6,98 Millionen US-Dollar ein.
Im Mai 2017 wurde die Indizierung der ungeschnittenen Fassung des Films in Deutschland aufgehoben. Ende Juni 2017 wurde der Film in der ungeschnittenen Fassung ab 16 freigegeben.

## Kritiken
Die Kritiker bei  film-rezensionen.de meinten: „Als tatsächlicher Horrorfilm ist die Fortsetzung im Vergleich zum zumindest stimmungsvollen Vorgänger kaum mehr zu gebrauchen, spannend ist die Geschichte nicht. Auf seine Weise macht die Trashvariante der Mais-Mörder-Manie aber durchaus Spaß. Man wartet hier voller Vorfreude auf die folgende Todesszene und fragt sich, auf welche groteske Weise die Erwachsenen wohl das nächste Mal dran glauben müssen.“
Die Zeitschrift Cinema schrieb, der Film sei „so strohdumm wie der erste Teil“. Die Redaktion spottete, indem sie fragte, ob „der Schund am Ende die Rache derer“ sei, die „im Kino seit Jahren unter raschelnden Popcorntüten leiden“ würden.